# Decodon puellaris
Decodon puellaris är en fiskart som först beskrevs av Poey, 1860.  Decodon puellaris ingår i släktet Decodon och familjen läppfiskar. IUCN kategoriserar arten globalt som otillräckligt studerad. Inga underarter finns listade i Catalogue of Life.